# Krishan Kanth
Krishan Kant, född 28 februari 1927 i Amritsar, död 27 juli 2002, var en indisk politiker.
Som ung deltog Krishan Kant i den indiska självständighetsrörelsen och efter landets självständighet 1947 fortsatte han sitt politiska engagemang. Han valdes in i parlamentet och tjänstgjorde som guvernör i delstaten Andhra Pradesh från 1990 till 1997. Krishan Kant var de sista åren av sitt liv Indiens vicepresident.
Han var gift med Suman Krishan Kant.